# Uniunea Generală a Studenților Palestinieni
Uniunea Generală a Studenților Palestinieni (în arabă الإتحاد العام لطلبة فلسطين) (GUPS) este o organizație administrată de studenți și considerată în general una din primele instituții înființate de palestinieni. Bazele ei au fost puse la Cairo, între 1911 și 1913, când un grup de studenți de origine palestiniană a înființat prima organizație studențească. În 1936 s-a desfășurat la Jaffa primul congres studențesc arab palestinian, având ca temă principală proiectul colonial sionist din Palestina Mandatară.
Oficial, organizația a fost înființată în noiembrie 1959 de către organizațiile studențești palestiniene din Siria, Liban, Egipt și Irak, întrunite la Cairo. La apogeu, GUPS avea peste 100 de filiale și mai mult de 100.000 de membri.
Mai mulți politicieni, scriitori, ziariști și militanți au fost de-a lungul anilor membri sau lideri ai GUPS, printre ei Yasser Arafat, Hanan Ashrawi, Faisal Husseini, Walid Khalidi și mulți alții.
Uniunea Generală a Studenților Palestinieni este membră a Federației Mondiale a Tineretului Democratic.